# 아타무라트

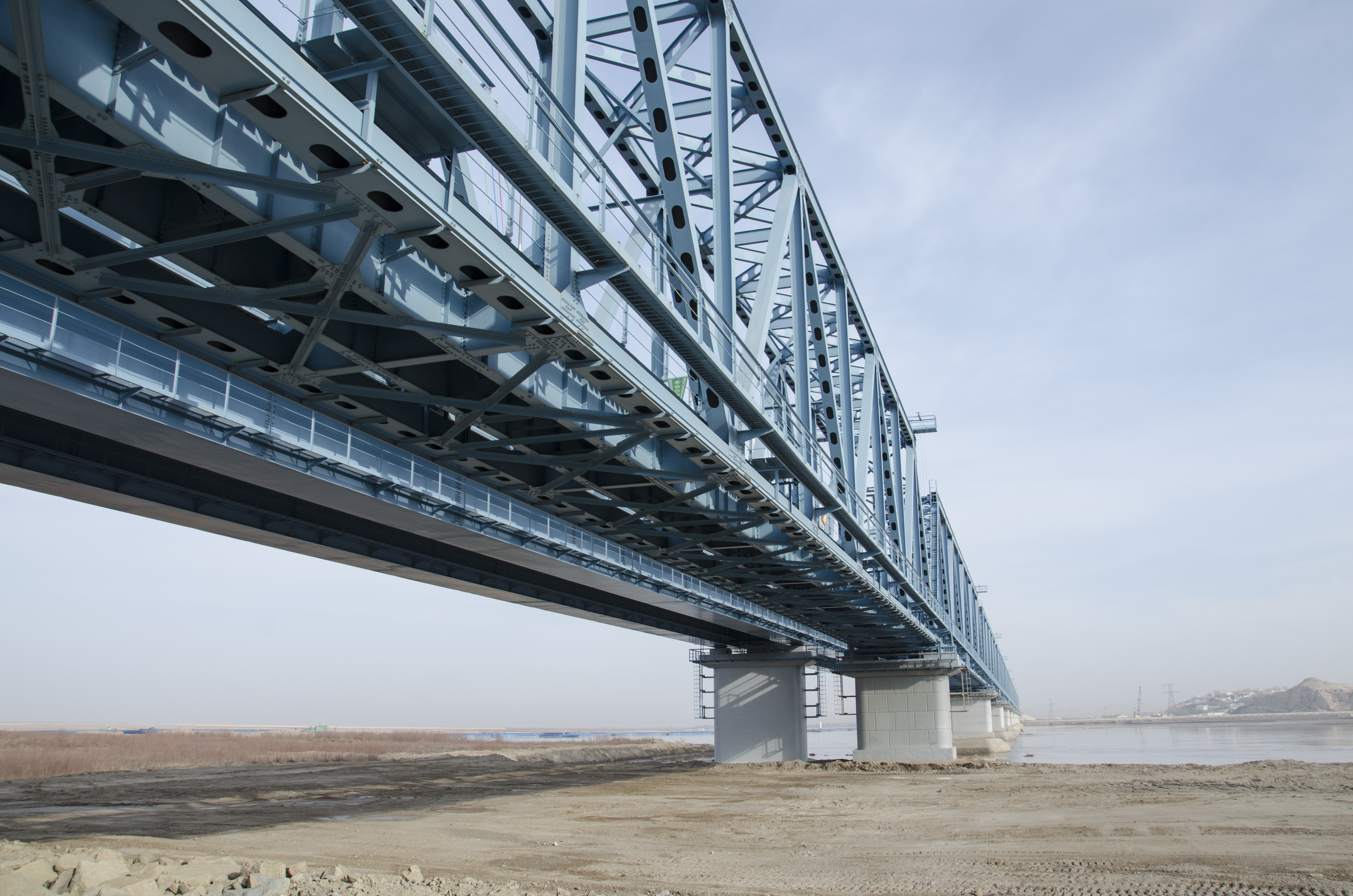

아타무라트(투르크멘어: Atamyrat)는 투르크메니스탄 동부 레바프 주에 위치한 도시로 인구는 96,720명(2011년 기준)이다. 아무다리야강 좌안과 접하며 투르크메나바트에서 남동쪽으로 200km 정도 떨어진 곳에 위치한다. 1999년까지는 케르키(Kerki)라고 불렀다.